# Emil Godlewski
Emil Godlewski, född 30 juni 1847 i Krasocin, död 11 september 1930, var en polsk växtfysiolog och agrikulturkemist.
Godlewski studerade vid universiteten i Warszawa, Jena och Würzburg. Han promoverades i Jena 1872 till filosofie doktor, blev 1873 docent i Kraków och därefter lärare i botanik och zoologi vid Polytechnikum i Lwów. Han tjänstgjorde 1878-91 som professor i botanik vid lantbrukshögskolan i Dublany vid Lwów och blev 1891 ordinarie professor i agrikulturkemi vid Jagellonska universitetet i Kraków. 
Godlewski utgav ett stort antal betydande vetenskapliga arbeten på skilda områden, såsom över koldioxidassimilationen, över etioleringsfenomenet, över tillväxten, över nitrifikationen. Hans viktigaste undersökningar berör den så kallade intramolekylära andningen samt proteinbildningen hos växterna och är, såsom flertalet av hans skrifter, publicerade i "Bulletin de l'académie des sciences de Cracovie".